# 애덤 휠러
애덤 휠러(영어: Adam Wheeler, 1981년 3월 24일~)는 미국의 레슬링 선수, 지도자이다. 2008년 하계 올림픽에서 그레코로만형 헤비급 동메달을 획득하였다.